# Кондраков, Даниил Сергеевич
Дании́л Серге́евич Кондрако́в (укр. Данііл Сергійович Кондраков, род. 19 января 1998, Луганск) — украинский и российский футболист, нападающий клуба КДВ.

## Биография
Воспитанник футбольной школы луганской «Зари», первый тренер — Василий Баранов. Позже занимался под руководством Юрия Дудника и Александра Задорожного. Вскоре после переезда клуба в Запорожье из-за вооружённого конфликта на востоке Украины, покинул команду. В 2016 году стал игроком запорожского «Металлурга», выступавшего в любительском чемпионате (3 игры), а позже заявившегося во Вторую лигу. Отыграв за команду на профессиональном уровне 7 игр, зимой 2017 года перешёл в стрыйскую «Скалу», где играл только за юношескую команду, в чемпионате U-19 (провёл 9 игр, забил 1 гол).
Летом 2017 года стал игроком кропивницкой «Звезды». Дебютировал в украинской Премьер-лиге 23 сентября 2017 года, на 80-й минуте домашнего матча против донецкого «Шахтёра» заменив Ишема Эль-Амдауи.

## Семья
Дед, Юрий Велигура — баскетболист и тренер, много лет возглавлявший женский клуб «Козачка-ЗАлК», с которым неоднократно становился чемпионом Украины. Брат Даниила, Юрий, пошёл по стопам деда и также стал профессиональным баскетболистом